# Cryphia pseudalgae
Cryphia pseudalgae là một loài bướm đêm trong họ Noctuidae.